# Laodicea Nisa
Laodicea Nisa o Laodice Nisa (en llatí Laodice en grec antic Λαοδίκη), també Laodice de Capadòcia o simplement Nisa, fou reina consort i regent de Capadòcia, casada amb el rei Ariarates V.
L'any 130 aC va fer matar als seus cinc fills grans i va proclamar rei al sisè fill, un menor, sota el nom de Ariarates VI (conegut per Epífanes o Filopàtor) sota la seva pròpia regència. Durant algun temps es van produir desordres al regne fins al 126 aC, en què, proper a la majoria d'edat, Nisa va tractar de matar també a Ariarates VI; l'intent va fracassar i la reina va morir a mans del poble aixecat, cansat de les seves crueltats.